# Hialmar Rendahl
Hialmar Rendahl est un zoologiste et un artiste suédois, né le 26 décembre 1891 à Jönköping et mort le 2 mai 1969 à Stockholm.

## Biographie
Étudiant à l’université de Stockholm à partir de 1910, il obtint un baccalauréat (filosofie kandidat) en zoologie, botanique et géographie en 1916 et un doctorat en zoologie en 1924. Il devint professeur au Muséum suédois d'histoire naturelle en 1933.
Pendant ses études, Hialmar Rendahl travailla comme journaliste indépendant, rédigeant des articles de science populaire, traduisant des livres pour la maison d’édition Nordiska et publiant même des dessins. Il commença à travailler dans la section des vertébrés du Musée suédois d’histoire naturelle en 1912 et débuta le baguage d’oiseaux en 1913.
À partir de 1913, il écrivit plusieurs dissertations zoologiques sur les oiseaux, les reptiles, les grenouilles, les poissons et les mammifères. Il rédigea également « Brehms Djurens liv » ainsi que deux livres de la série « Vi och vår värld », publiée par la maison d’édition Åhlen och Söners. Il est également l’auteur de « Fågelboken », un livre publié en six éditions.
Hialmar Rendahl devint professeur émérite  en janvier 1958 tout en conservant sa salle de travail au musée. Il poursuivit tout de même l’étude des habitudes migratoires des oiseaux, de leur arrivée en Suède au printemps et de leur départ à l’automne, et ce jusqu’à sa mort.
Rendahl, qui nourrissait également un intérêt pour les arts depuis l'adolescence, fut caricaturiste pour le journal étudiant « Phi-Ex ». Il travailla avec la tempera, la gouache, l’aquarelle, l’huile, la craie de cire et le linoléum. Avec les années, il développa un intérêt grandissant pour les motifs abstraits, ce qui reflète sa vive imagination et son goût pour les couleurs et les formes.

## Liste partielle des publications
- "Några ord om Amurområdets fiskfauna" Fauna och Flora: 265-270 (1919)
- "Om flatfiskarnas släktskapsförhållanden" Fauna och Flora: 193-210 (1919)
- "The natural history of Juan Fernandez and Easter Island" la parte intitolata "The fishes of the Juan Fernandez Islands", vol. III: 49-58 (1920)
- "The natural history of Juan Fernandez and Easter Island" la parte intitolata "The fishes of Easter Island", vol. III: 59-68 (1920)
- "Results of Dr. E Mjöbergs Swedish Scientific Expeditions to Australia 1910-13 XXVIII" Fische. Kungl. Svenska Vetenskapsakademiens Handlingar 61 (9):1-24 (1920)
- "Eine neue Barbus-Art aus Siam" Arkiv för Zoologi 12 (16):1-3 (1920)
- "Egendomlig tandbyggnad hos en flatfisk" Fauna och Flora 1921:182-189 (1921)
- "Zwei neue Cobitiden aus der Mongolei" Arkiv för Zoologi 15 (4):1-6 (1922)
- "A contribution to the ichthyology of North-West Australia" Nyt Magazin for Naturvidenskaberne 60: 164-197 (1922)
- "Fische, gesammelt von Herrn Carl Lumholtz in Bulungan, Nordost-Borneo, 1914" Nyt Magazin for Naturvidenskaberne 60: 198-204 (1922)
- "Some new Silurids from the Congo" Annals and Magazine of Natural History (9) 10: 122-127 (1922) con E. Lönnberg
- "Eine neue Art der Familie Salangidae aus China" Zoologischer Anzeiger 56:92-93 (1923)
- "Beiträge zur Kenntniss der Marinen Ichthyologie von China" Arkiv för Zoologi 16(2):1-37 (1924)
- "En ny id (Leuciscus [Idus] waleckii sinensis n. subsp.) från Kina" Fauna och Flora 1925: 193-197 (1925)
- "Eine neue Art der Gattung Glyptosternum aus China" Zoologischer Anzeiger 64:307-308 (1925)
- "Papers from Dr. Th. Mortensen's Pacific Expedition 1914-1916. XXX. Fishes from New Zealand and the Auckland-Campbell Islands" Vidensk. Medd. fra Dansk naturhistorisk Forening 81: 1-14 (1925)
- "Einige Bemerkungen über die ostasiatische Art der Gattung" Channa. Blätter für Aquarien und Terrarienkunde 26 (18): 1-2 (1926)
- "Mystacoleucus mandarinus, eine neue Barbe aus China, nebst einigen Bemerkungen über die Gattung Spinibarbus Oshima" Arkiv för Zoologi 18B (11):1-4 (1926)
- "Eine neue Art der gattung Cyclogaster aus dem inneren Gelben Meer" Zoologischer Anzeiger 67: 184-186 (1926)
- "A new species of Rasbora from the Island of Labuan" Arkiv för Zoologi 18B (13):1-3 (1926)
- "Zur Nomenklatur ein paar chinesischer Siluriden" Arkiv för Zoologi 19B (1):1-6 (1927)
- "Die chinesische Art der Gattung Mastacembelus, Mastacembelus aculeatus Basilewsky 1855 für M. sinensis Bleeker 1870" Zoologischer Anzeiger 71:175-180 (1927)
- "Beiträge zur Kenntnis der chinesischen Süsswasserfische" Arkiv för Zoologi, 20A (1): 1-194 (1928)
- "Einige Bemerkungen über den Schultergürtel und die Brustflossenmuskulatur einiger Cobitiden" Arkiv för Zoologi 21A (16):1-31 (1930)
- "Pegasiden-Studien" Arkiv för Zoologi 21A (27):1-56 (1930)
- "Eine neue Art der Gattung Corydoras" Arkiv för Zoologi, 22A (5): 1-6 (1930) con E. Lönnberg
- "Fische aus dem östlichen Sibirischen Eisemeer und dem Nordpazifik" Arkiv för Zoologi 22A (10):1-81 (1931)
- "Ichthyologische Ergebnisse der Schwedischen Kamtchatka-Expedition 1920-1922" Arkiv för Zoologi 22A (18):1-76 (1931)
- "Die Fischfauna der Chinesischen Provinz Szetschwan" Arkiv för Zoologi 24A (16):1-134 (1932)
- "Zur Osteologie und Myologie des Schultergürtels und der Brustflosse einiger Scleroparei" Arkiv för Zoologi 26A (12):1-50 (1933)
- "Studien über die Scleroparei I. Zur Kenntnis der kranialen Anatomie der Agoniden" Arkiv för Zoologi 26A (13):1-106 (1933)
- "Studien über innerasiatische Fische" Arkiv för Zoologi 25A (11):1-51 (1933)
- "Weitere Untersuchungen über den Schultergürtel und die Brustflossenmuskulatur der Cobitiden" Arkiv för Zoologi 25A (10):1-38 (1933)
- "Untersuchungen über die Chinesischen Formen der Gattung Misgurnus" Acta Zoologica Fennica 16: 1-32 (1934)
- "Einige neue Fische aus dem Weissen Nil" Annales Zoologici Societatus Vanamo 2:11-18 (1935)
- "Ein paar neue Unterarten von Cobitis taenia" Memoranda Societatis pro Fauna et Flora Fennica 10:329-336 (1935)
- "Untersuchungen über die Misgurnus-Formen von Japan und Formosa" Mémoires du Musée Royal d'Histoire Naturelle de Belgique (Deuxième série) 3: 295-309 (1936)
- "Einige Fische aus Ecuador und Bolivia" Arkiv för Zoologi 29A (11): 1-11 (1937)
- "Über einen Misgurnus aus Tonkin" Arkiv för Zoologi 29A (12):1-4 (1937)
- "Eine neue Art der Gattung Thalassophryne aus Kolumbien" Arkiv för Zoologi 33B (2): 1-3 (1940)
- "Fische aus dem pazifischen Abflussgebeit Kolumbiens" Arkiv för Zoologi 33A (4): 1-15 (1941)
- "Con G Vestergren. 1941. Eine neue Art der Gattung Glyptosternon s. str. aus dem nordöstlichen Birma" Zoologischer Anzeiger 133:213-214 (1941)
- "Über das Vorkommen des Misgurnus anguillicaudatus anguillicaudatus (Cantor) in Birma" Arkiv för Zoologi 35A (4):1-9 (1943)
- "Einige Bemerkungen über die Gattung Nemachilichthys Day" Arkiv för Zoologi 35A (14):1-11 (1944)
- "Die auf Formosa vorkommende Form der Cobitis taenia" Arkiv för Zoologi 35A (15):1-9 (1944)
- "Einige Cobitiden von Annam und Tonkin. Göteborgs Kungl" Vetenskaps- och Vitterhets-samhälles Handlingar Sjätte Följden. Ser. B. 3(3):1-54 (1944)
- "Die vorderindischen Arten der Gattung Lepidocephalus" Arkiv för Zoologi 36A (19):1-15 (1945)
- "Die Süsswasserfische Birmas. I. Die Familie Cobitidae" Arkiv för Zoologi 40A(7):1-116 (1948)
- "Studien über die Nominatform des Nemacheilus barbatula (Lin.)" Arkiv för Zoologi (2) 3 (32):527-573 (1952)
- "The original description of the Chinese Paradisefish, Macropodus opercularis (Linnaeus)" Copeia:145-146 (1958)